# Station Hoenheim-Tram
Station Hoenheim-Tram is een spoorwegstation in de Franse gemeente Hœnheim. Het station is tevens het eindpunt van lijn B van de tram van Straatsburg. De tramhalte is ontworpen door Zaha Hadid.

## Afbeeldingen

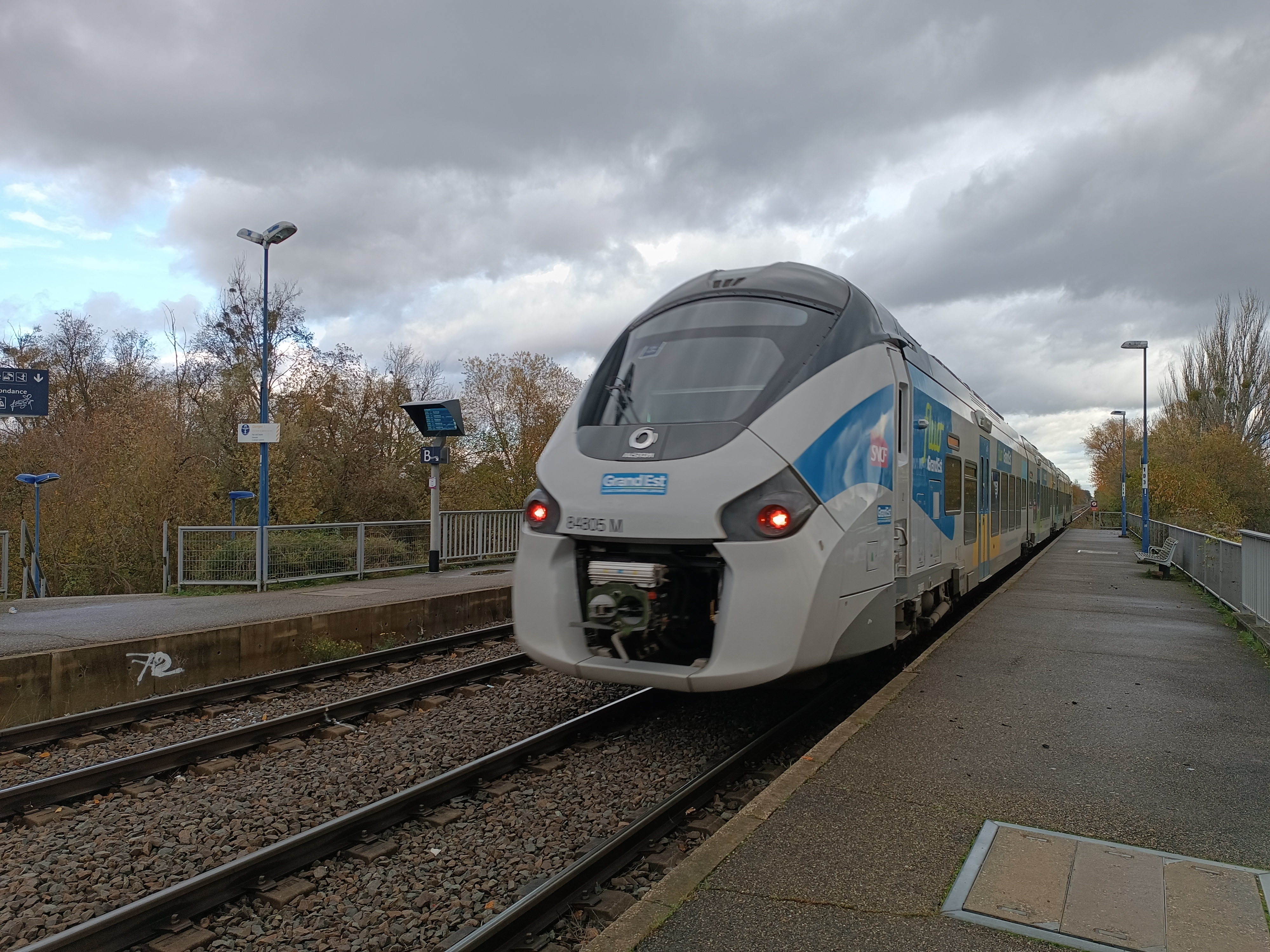
Alstom Regiolis
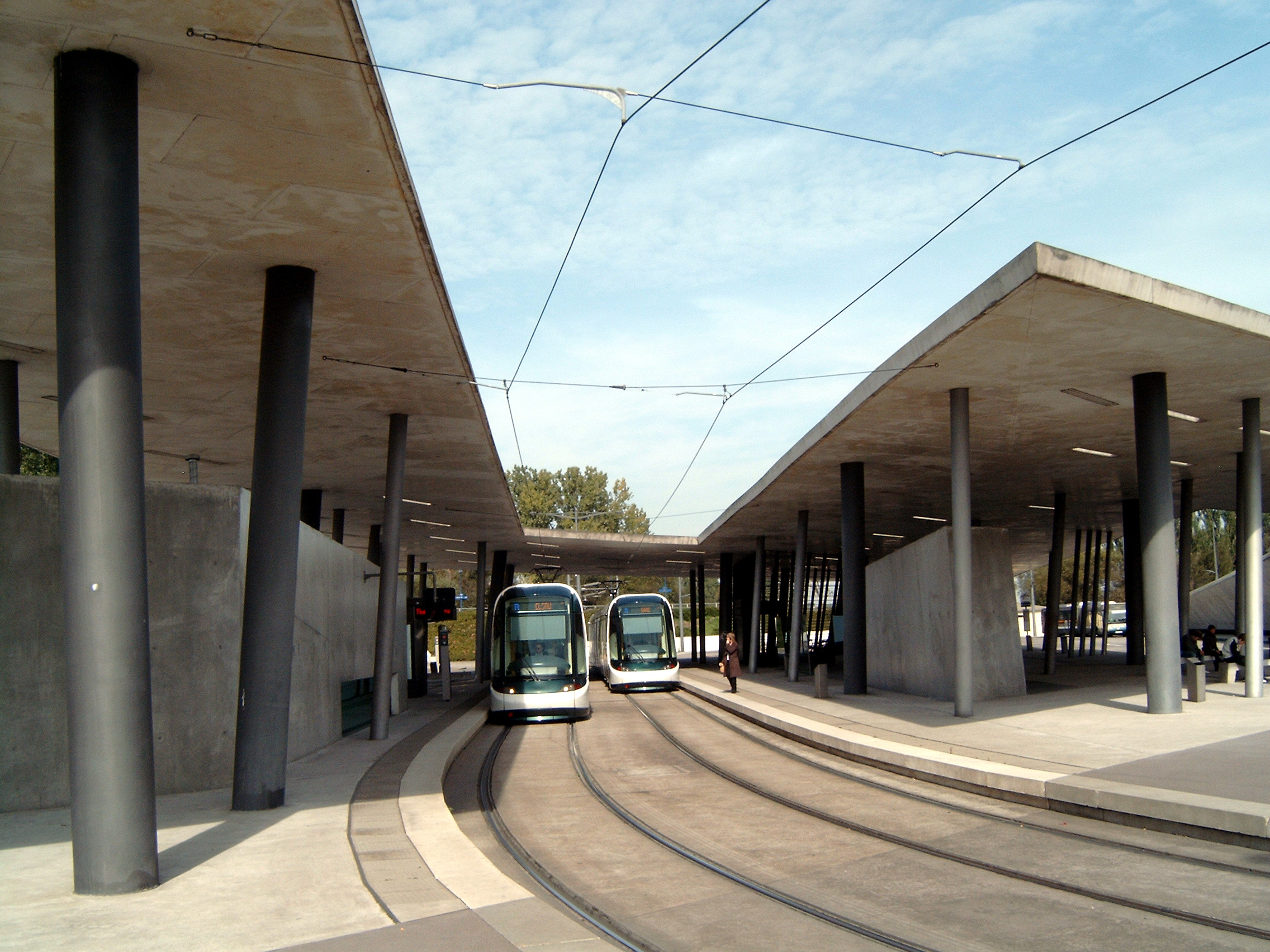
Tramhalte